# 지오바니 체르노고라즈
지오바니 체르노고라즈(크로아티아어: Giovanni Cernogoraz, 1982년 12월 27일~)는 크로아티아의 사격 선수이다. 2012년 하계 올림픽에서 트랩 종목 금메달을 획득하였으며, 그 해에 올해의 크로아티아 스포츠인으로 선정되었다.